# Rudolf von Salis-Zizers (Offizier)

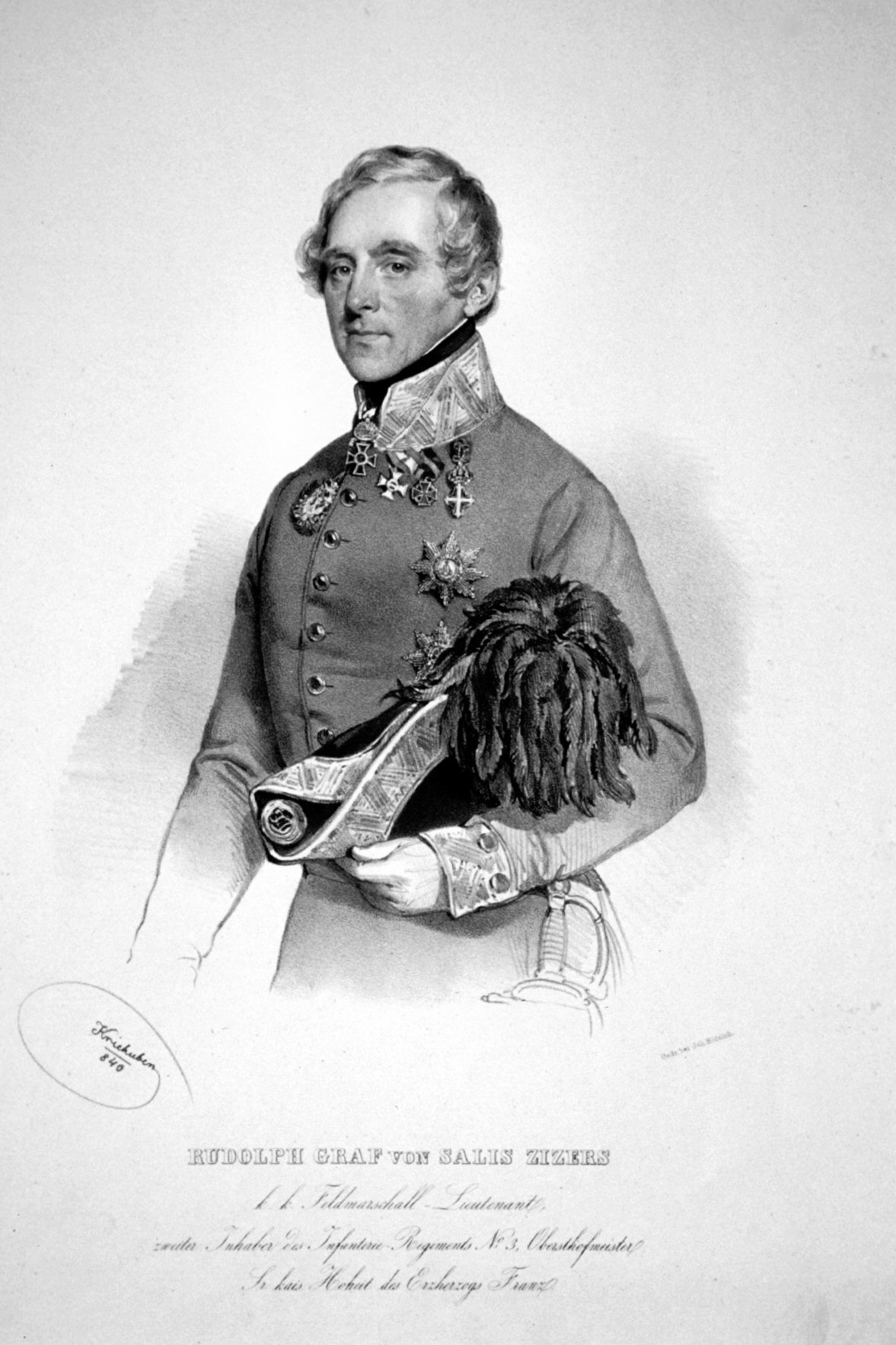
Rudolf von Salis-Zizers

Rudolf Anton Johann Graf von Salis-Zizers (* 29. Juni 1779 in Zizers; † 1. April 1840) war ein Schweizer Offizier in der österreichischen Armee.

## Leben

### Herkunft
Rudolf Graf von Salis-Zizers entstammte der katholischen Linie des alten Schweizer Adelsgeschlechts der Salis aus Graubünden. Sein Vater war der königliche sizilianische Feldmarschallleutnant Simon Graf von Salis-Zizers (* 24. September 1736; † August 1827 in Chieti), und seine Mutter war Maria Josepha Gräfin von Salis-Zizers (* 15. Oktober 1751; † 21. Januar 1801). Sein Bruder war Franz Simon von Salis (1777–1845) und seine Schwestern Josepha von Salis (1769–1770) und Anna von Salis (1773–1775).

### Familie
Rudolf Graf von Salis-Zizers heiratete in erster Ehe am 1. September 1810 die Freiin Pauline van Swieten (* unbekannt; † 19. Oktober 1811), die Ehe blieb kinderlos. Nach dem Tod seiner ersten Frau heiratete er am 27. Dezember 1814 die Freiin Theresia von Bühler (* 13. September 1791 in St. Petersburg; † 17. Juni 1868 in Hajany), eine Tochter des kaiserlich-russischen Staatsrats Jakob Friedrich Freiherr von Bühler (* 17. Mai 1760; † 23. Mai 1822). Aus dieser Ehe stammten zwei Söhne und sechs Töchter:
- Karl Ernst (* 6. Dezember 1825; † unbekannt), Offizier beim Nowgorodschen Garde-Husaren-Regiment;
- Heinrich Rudolf (* 8. April 1829; † 17. April 1860), Rittmeister in der kaiserlichen Armee ⚭ 1850 Gräfin Maria von Murray (* 26. August 1826; † 3. Juni 1871)
- Maria Theresia (* 7. Oktober 1815; † 24. April 1876) ⚭ Heinrich Graf von Salis-Zizers (* 20. November 1805; † 3. Juni 1858)
- Maria (* 1. Februar 1820; † unbekannt), verheiratet mit William Friedrich von Hammerstein, General der Kavallerie;
- Ernestine (* 20. Februar 1823; † unbekannt), Sternkreuz-Ordensdame und Hofdame der Erzherzogin Elisabeth Franziska Maria von Österreich;
- Franziska Pauline (* 30. Juni 1824; † unbekannt), Ehrendame des adeligen weltlichen Damenstiftes Maria Schul in Brünn;
- Josepha (* 1. Juli 1831 in Kalksburg; † 14. Juli 1909 in Lipnica Murowana), verheiratet mit Anton August Graf von Ledochowski (1823–1885), Rittmeister in der kaiserlichen Armee;
- Julie (* 5. Oktober 1832 in Kalksburg; † 7. März 1895 in Wien), verheiratet mit dem Kämmerer und Geheimen Rat Wladimir Graf Mittrowsky von Mittrowitz; Freiherr von Nemyssl (1814–1899)[5].

### Militär
Rudolf Graf von Salis-Zizers trat zu einem nicht mehr feststellbaren Zeitpunkt, aber in jungen Jahren, in die kaiserliche Armee ein und war als Fähnrich an den Koalitionskriegen gegen Frankreich beteiligt. 1799 verliess er die Armee, trat jedoch 1804 bereits wieder als Hauptmann ein und wurde beim Infanterie-Regiment Nr. 2 «Erzherzog Ferdinand Carl», 1806 umbenannt in «Johann von Hiller», eingesetzt.
Im März 1809 erhielt er als Major das Kommando des 5. Wiener Freiwilligen-Bataillons. Er war mit seinem Bataillon am 3. Mai 1809 an der Schlacht bei Ebelsberg beteiligt sowie am 10. und 11. Juli 1809 an der Schlacht bei Znaim, wo er bei der Verteidigung der Stadt große Verdienste erwarb. Kurz darauf erfolgte die Beförderung zum Oberstleutnant. Im August 1813 wurde er zum Oberst im Mährischen Infanterie-Regiment befördert. Am 8. Februar 1814 führte er sein Regiment in Monzambo in der Schlacht am Mincio und im Feldzug gegen Joachim Murat, König von Neapel.
1822 wurde er zum Generalmajor befördert, und kurz darauf verlieh ihm Kaiser Franz II. die Stelle eines Dienstkämmerers bei dem damaligen Kronprinzen, dem späteren Kaiser Ferdinand I. Im Juni 1832 wurde er zum Feldmarschallleutnant befördert und in dieser Eigenschaft dem Erzherzog Franz Karl als Obersthofmeister beigegeben. 1827 übernahm er das Kommando über das Mährische Infanterie-Regiment Nr. 3. «Erzherzog Carl» und blieb dessen Kommandeur bis zu seinem Tod.
Im August 1832 war er Zeuge eines Attentats auf Kronprinz Ferdinand, schritt aber nicht gegen den Attentäter Franz Reindl ein. 

## Ehrungen
- Aufgrund seiner militärischen Leistungen bei den Schlachten bei Ebelsberg und bei Znaim wurde er 1810 zum Ritter des Maria-Theresien-Ordens ernannt.
- Nach ihm wurde 1901 die Salisstrasse in Penzing benannt.